# Clarinette octo-contrebasse
La clarinette octo-contrebasse est l'instrument le plus grave de la famille des clarinettes.
Cette clarinette en si  sonne une octave en dessous de la clarinette contrebasse (trois octaves en dessous de la clarinette soprano en si ).

## Histoire
Dans sa quête à compléter l'ensemble de clarinettes, la clarinette octo-contrebasse a été inventée et produite à un seul exemplaire comme prototype par le facteur Georges Leblanc Paris sur la base des études des grandes clarinettes en métal en forme de trombone de papeterie (paperclip) réalisées par l'acousticien Charles Houvenaghel,.
Cette clarinette est peu documentée, et selon les sources, elle aurait été fabriquée en 1935 et exposée à l'Exposition internationale de Bruxelles cette année-là ; d'autres sources précisent qu'elle a été présentée à une exposition à New York en 1939. Cet instrument jouait comme les jeux d'anche d'un orgue de 32 pieds (5 m de longueur environ; fréquence d'un do−2 réel = 18,43 Hz pour un diapason la3 à 442 Hz). Cet instrument unique au monde a contribué à la réputation de la maison Leblanc en dépit de l'arrêt de son développement par la seconde guerre mondiale et était présent sur ses plaquettes publicitaires.
Détenue dans la collection personnelle de Léon Leblanc, cette clarinette a été offerte en 2008 par Mme Leblanc au Musée des Instruments à vent à La Couture-Boussey où elle est désormais exposée à côté d'un exemplaire unique de clarinette octo-contralto. Cette autre clarinette octo, fabriquée pour la première fois en 1971 pour les 25 ans de la société Leblanc USA, avait été offerte à Vito Pascucci, qui en a fait don au musée.

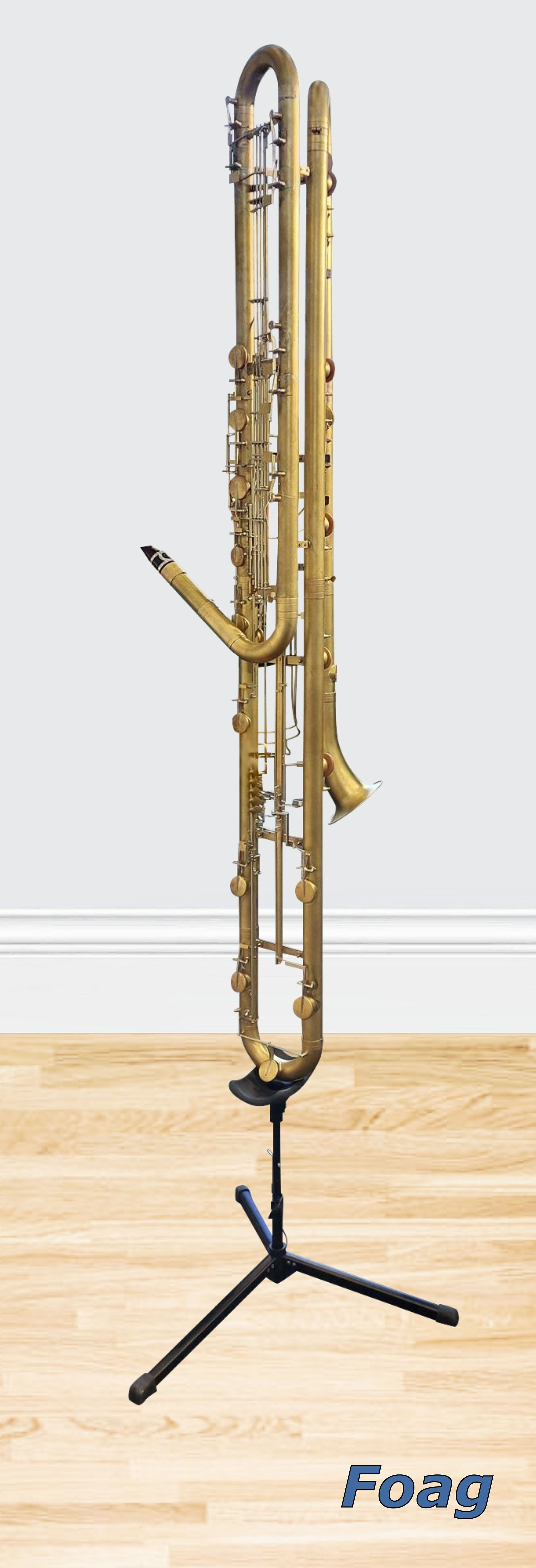
Modèle de clarinette octo-contrebasse fabriqué par Foag Klarinettenbau (2025).

En avril 2025, après cinq ans de développement, le facteur allemand Foag Klarinettenbau a présenté un nouveau modèle paperclip de clarinette octo-contrebasse, en système Boehm mais différente dans sa conception du modèle en métal de Leblanc : le pavillon est notamment tourné vers le bas et le clétage dispose de renvois par câble. Cet instrument sonne 2 demi-tons plus graves que que celui de chez Leblanc (notation jusqu'au do grave au lieu du ré grave).

## Longueur
La longueur du tube replié de la clarinette octo-contrebasse est d'environ 5,80 m.
La hauteur de l'instrument Leblanc est de 1,80 m environ.

## Répertoire
La clarinette octo-contrebasse n'a pratiquement pas été jouée en public.
Néanmoins des œuvres lui ont été dédiées,.
- Terje Bjørn Lerstad (no), qui joua cet instrument dans les années 1970 :
  - Triosonata, op. 28 (1982), pour flûte à bec contrebasse, clarinette octocontrebasse, bongos et harmonium.
  - De profundis, op. 139, pour voix contralto, clarinette (clarinette octo-contralto / octo-contrebasse avec effets électroniques), cordes et bande.
  - Miroirs en ébène, op. 144, pour chœur de clarinettes. Cette dernière pièce inclut des parties pour clarinettes octo-contralto et octo-contrebasse avec des solos importants.